# Wimbledon (London)
Koordinaten: 51° 25′ 18″ N, 0° 12′ 28″ W
Wimbledon [ˈwɪmbəldən] ist ein Stadtteil von London. Er gehört zum Bezirk London Borough of Merton in Greater London und liegt rund elf Kilometer südwestlich des Charing Cross im Stadtzentrum. Weltweit bekannt ist Wimbledon als Austragungsort der Wimbledon Championships.

## Geschichte

### Bis Ende des 16. Jahrhunderts
Die ursprüngliche Bedeutung des Namens ist unklar. Die heute verwendete Schreibweise setzte sich erst im frühen 19. Jahrhundert durch. In einem im Jahr 967 von König Edgar unterzeichnetem Dokument wird das Dorf als Wimbedounyng bezeichnet, auf einer Landkarte der Gegend um London, die 1786 erschien, als Wimbleton.
Wimbledon war mindestens seit der Eisenzeit besiedelt, als das Hillfort im Wimbledon Common erbaut wurde. Im Jahr 1087 wurde Wimbledon im Domesday Book als Teil des Rittergutes von Mortlake bezeichnet. Das später davon abgespaltene Rittergut Wimbledon wechselte seinen Besitzer oft. Es war bis 1398 im Besitz der Kirche, als Thomas Arundel, der Erzbischof von Canterbury, die Gunst des Königs verlor und ins Exil gehen musste. Das Rittergut wurde konfisziert und war nun im Besitz der Krone.
König Heinrich VIII. übergab Wimbledon für kurze Zeit an Thomas Cromwell, 1. Earl of Essex. Nach dessen Hinrichtung im Jahr 1540 gehörte der Besitz Heinrichs letzter Ehefrau und Witwe Catherine Parr und fiel 1548 zurück an den Monarchen. Von 1550 bis 1558 war Wimbledon im Besitz von Reginald Pole. Königin Elisabeth I. schenkte 1574 das Gutshaus (nicht jedoch das Land) Christopher Hatton, der es im selben Jahr an Thomas Cecil, 1. Earl of Exeter, verkaufte. Cecil erwarb das Land im Jahr 1588 und ließ ein neues Gutshaus im elisabethanischen Stil errichten.

### 17. und 18. Jahrhundert
Die Nähe Wimbledons zur Hauptstadt hatte zur Folge, dass ab dem frühen 17. Jahrhundert auch andere wohlhabende Familien hierher zogen. 1638 kaufte Karl I. das Rittergut von den Cecils zurück, als Wohnsitz für Königin Henrietta Maria. Nach der Hinrichtung des Königs im Jahr 1649 gehörte es verschiedenen Anhängern des im Englischen Bürgerkrieg siegreichen Parlaments, unter ihnen General John Lambert. Nach der Stuart-Restauration fiel der Besitz 1660 an Henrietta Maria zurück. Die Königswitwe verkaufte das Rittergut 1661 an George Digby, 2. Earl of Bristol, der John Evelyn damit beauftragte, das Gelände nach der neuesten Mode umzugestalten, mit Grotten und Springbrunnen. Nach Digbys Tod wurde das Rittergut an Thomas Osborne, 1. Duke of Leeds, den damaligen Lord High Treasurer, verkauft.
1712 kaufte Theodore Janssen, ein Direktor der South Sea Company, das Anwesen. Er begann damit, das von Cecil erbaute Gutshaus durch einen Neubau zu errichten. Doch nach dem spektakulären Platzen der Südseeblase im Jahr 1720 musste dieses Vorhaben unterbrochen werden. Nächste Besitzerin war Sarah Churchill, Duchess of Marlborough, die das Grundstück erweiterte, die von Janssen begonnenen Arbeiten fortsetzen und den Neubau vollenden ließ. Nach ihrem Tod ging der Besitz 1744 an ihren Enkel John Spencer, 1. Earl Spencer, über.
Währenddessen wuchs das Dorf in der Nähe des Rittergutes und es verkehrten regelmäßig Postkutschen. Das Gutshaus brannte in den 1780er Jahren nieder und wurde 1801 unter John Spencer, 2. Earl Spencer, durch das Wimbledon Park House ersetzt. Aus diesem Jahr sind die ersten verlässlichen Bevölkerungsdaten erhältlich, das Dorf Wimbledon zählte 1591 Einwohner.

### 19. Jahrhundert
Die ersten Jahrzehnte des 19. Jahrhunderts waren relativ ruhig, die bäuerliche Bevölkerung des Dorfes lebte neben den immer zahlreicher hierher ziehenden Adeligen und reichen Händlern aus London. 1838 eröffnete die London and South Western Railway (L&SWR) einen Bahnhof an der Linie London−Portsmouth, südöstlich des Dorfes am Fuße des Wimbledon Hill. Der Schwerpunkt des weiteren Wachstums verlagerte sich weg vom Dorfkern hin zum neuen Bahnhofsviertel.
Einige Jahre lang wurde der Wimbledon Park an Edward St Maur, 11. Duke of Somerset, verpachtet, der in den 1820er Jahren für kurze Zeit den jungen Joseph Paxton als Gärtner beschäftigte. Um 1840 verkaufte die Spencer-Familie Teile des Parks als Bauland. Als die Spencers 1864 weitere Teile des Parks verkaufen wollten, erhielten sie dafür keine Genehmigung und das Gelände wurde an einen Ausschuss übertragen, um den natürlichen Zustand zu erhalten.
Mit der Eröffnung weiterer Eisenbahnlinien nach Croydon (1855) und Tooting (1868) wandelte sich Wimbledon zu einem Verkehrsknotenpunkt. 1889 kam die Metropolitan District Railway hinzu (heute die District Line der London Underground). In der zweiten Jahrhunderthälfte stieg die Bevölkerungszahl um rund das 15fache an, Wimbledon wuchs von einem Dorf zu einer mittelgroßen Stadt an. Die Straße in Richtung Merton entwickelte sich zu einem Einkaufsviertel. 1870 wurde die erste Polizeistation eröffnet, 1887 die Bibliothek. 1894 erfolgte die Gründung der Stadtgemeinde Municipal Borough of Wimbledon innerhalb der Grafschaft Surrey.

### 20. Jahrhundert
Zu Beginn des 20. Jahrhunderts hielt das Bevölkerungswachstum in Wimbledon weiterhin an. 1905 erhielt die Gemeinde das Recht, einen Bürgermeister zu wählen. Um 1910 entstanden die Wimbledon College of Art, das erste Kino und ein Theater. Nach dem Ersten Weltkrieg zog die Stadtverwaltung in ein neues Rathaus neben dem Bahnhof um.
Ende der 1920er Jahre erreichte die Bevölkerungszahl ihren Höhepunkt und der Schwerpunkt des Wachstums verlagerte sich nach dem Bau der Northern Line in Richtung Morden, das bis dahin noch ländlich geblieben war. Die Southern Railway baute den Bahnhof Wimbledon um und eröffnete 1930 eine neue Eisenbahnlinie nach Sutton. Die Zerstörungen an zahlreichen Gebäuden während des Zweiten Weltkriegs hatten eine letzte große Bauphase zur Folge, als viele Häuser der viktorianischen Zeit in kleinere Einheiten umgebaut oder abgerissen und durch Wohnblocks ersetzt wurden.
Mit dem London Government Act 1963 wurden der Municipal Borough of Wimbledon, der Merton and Morden Urban District und der Municipal Borough of Mitcham zum neuen London Borough of Merton zusammengelegt. Wimbledon war somit zu einem Stadtteil von London geworden. Die Stadtbezirksverwaltung war zunächst im Rathaus von Wimbledon untergebracht, wurde dann aber in den frühen 1990er Jahren ins 14-stöckige Crown House in Morden verlegt. Neben dem Bahnhof entstand das Einkaufszentrum The Centre Court.

## Sport

### Schießsport
In den 1860er Jahren veranstaltete die neu gegründete National Rifle Association (NRA) ihre ersten Wettkämpfe auf dem Wimbledon Common, der Allmende des Dorfes. Die Bedeutung des Verbandes und der jährlich durchgeführten Schießsport-Wettkämpfe wuchsen rasch an und zu Beginn der 1870er Jahre wurden auf dem Gelände Schießstände eingerichtet. 1878 dauerte der Wettkampf zwei Wochen; über 2500 Schützen nahmen daran teil, die in temporären Zeltlagern auf der Allmende untergebracht waren. In den 1880er Jahren waren die Gewehre so stark weiterentwickelt worden, dass man Wettkämpfe in diesem zunehmend dichter besiedelten Gebiet nicht mehr als sicher betrachtete. Nach dem letzten Wettkampf im Jahr 1889 zog die NRA nach Bisley in der Grafschaft Surrey um, wo sich heute noch das nationale Schießsportzentrum befindet.

### Tennis

Der Centre Court in Wimbledon ist das größte Tennisstadion in England.

In den frühen 1870er Jahren begann der All-England Croquet Club seine jährlichen Meisterschaften durchzuführen, am Fuße des Wimbledon-Hügels auf einem Stück Land zwischen der Eisenbahnlinie und der Worple Road. Doch die Bedeutung des Croquet nahm rasch ab, während Tennis immer beliebter wurde. Der Verein nannte sich in All England Lawn Tennis and Croquet Club um und führte im Juli 1877 die ersten Tennis-Meisterschaften durch, die Wimbledon Championships. 1922 war die Popularität des Tennis so stark angewachsen, dass das kleine Vereinsgelände nicht mehr die Zuschauermassen aufnehmen konnte und der Verein zum heute noch genutzten Gelände beim Wimbledon Park umzog.

### Fußball
Während kurzer Zeit war Wimbledon auch als Fußball-Hochburg bekannt. Der 1889 gegründete FC Wimbledon spielte zunächst als Amateurverein, wurde 1977 in die Football League aufgenommen und stieg 1986 in die höchste Liga auf. Größter Erfolg war der Gewinn des FA Cup am 14. Mai 1988 durch einen 1:0-Finalsieg gegen den FC Liverpool. Die unmittelbare Nachbarschaft des FC Chelsea und des FC Fulham sowie geringe Kapazität des Stadions führten dazu, dass der FC Wimbledon nicht in der Lage war, eine genügend große Fanbasis zu schaffen, um weiterhin in der ersten Liga zu bleiben.
Im Jahr 2000 begann mit dem Abstieg aus der Premier League der rasche Niedergang. Eine Kommission der Football Association erteilte 2002 den Besitzern trotz heftiger Proteste die Erlaubnis, mit dem Verein nach Milton Keynes umzuziehen. Dieser spielt seither unter der Bezeichnung Milton Keynes Dons und hat alle Verbindungen zu Wimbledon aufgegeben. Enttäuschte Fans gründeten daraufhin den AFC Wimbledon.

### Rennen
1792 gab Reverend Daniel Lysons eine Broschüre heraus, in der er alle Dörfer und Städte im Umkreis von zwölf Meilen um London beschrieb. Über Wimbledon wusste er zu berichten, dass zu Beginn des 18. Jahrhunderts auf dem Wimbledon Common Pferderennen stattgefunden hatten. Allerdings erwähnte er keine weiteren Details, so dass nicht bekannt ist, wie erfolgreich die Veranstaltung war und wie lange sie ausgetragen wurde.
Speedway-Rennen, also Motorradrennen auf einem nicht asphaltierten Ovalkurs, wurden zwischen 1928 und 2005 im Wimbledon Stadium am industriell geprägten östlichen Rand des Stadtteils ausgetragen. Das Stadion ist weiterhin Austragungsort von Stockcar- und Windhundrennen.

## Verkehr
Der Bahnhof Wimbledon ist einer der bedeutenden Verkehrsknotenpunkte außerhalb des Stadtzentrums von London. Er liegt an der Haupteisenbahnstrecke von Waterloo in den Südwesten Englands und wird von den Bahngesellschaften South West Trains und Thameslink bedient. Wimbledon ist Endstationen einer Zweigstrecke der District Line in Richtung Earl’s Court und der Tramlink-Straßenbahn in Richtung Croydon.
Weitere Bahnhöfe sind Wimbledon Chase und Raynes Park, weitere U-Bahn-Stationen sind Wimbledon Park an der District Line und South Wimbledon an der Northern Line.
Der nächste Flughafen in der Nähe von Wimbledon ist London Heathrow.

## Berühmte Einwohner
| - Ben Aaronovitch (* 1964) – Autor - Kemi Badenoch (* 1980) – Politikerin - Robert Baden-Powell (1857–1941) – Gründer der Pfadfinderbewegung - Guy de la Bédoyère (* 1957) – Historiker und Autor - Joseph Bazalgette (1819–1891) – Bauingenieur - Boris Becker (* 1967) – deutscher Tennisspieler und -trainer - Adrian Borland (1957–1999) – Sänger und Gitarrist - David Brabham (* 1965) – australischer Autorennfahrer - Josephine Butler (1828–1906) – Feministin der viktorianischen Zeit - Charles Alexandre de Calonne (1734–1802) – französischer Staatsmann - Ernst Boris Chain (1906–1979) – Biochemiker und Nobelpreisträger - William Congreve (1772–1828) – Erfinder - Henry Dundas, 1. Viscount Melville (1742–1811) – Innen- und Kriegsminister - Hugh Dowding, 1. Baron Dowding (1882–1970) – Kommandant der Royal Air Force - Ford Madox Ford (1873–1939) – Schriftsteller - Robert Graves (1895–1985) – Schriftsteller und Dichter - George Hamilton-Gordon, 4. Earl of Aberdeen (1784–1860) – Premierminister - Haile Selassie (1892–1975) – Kaiser von Äthiopien - Georgette Heyer (1902–1974) – Schriftstellerin - Tom Holland (* 1996) – Schauspieler | - Nicholas Hudson (* 1959) – Weihbischof in Westminster - James Hunt (1947–1993) – Autorennfahrer - Joseph Norman Lockyer (1836–1920) – Astronom - John Gordon MacWilliam (* 1948) – katholischer Bischof - Frederick Marryat (1792–1848) – Schriftsteller - Horatio Nelson (1758–1805) – Admiral - Sharon Osbourne (* 1952) – Musikmanagerin und Fernsehmoderatorin - Charles Pepys, 1. Earl of Cottenham (1781–1851) – Lordkanzler - Harry Potter (* 1997) – australischer Rugby-Union-Spieler - Oliver Reed (1938–1999) – Schauspieler - Jason Meredith Reese (1967–2019) – Ingenieurwissenschaftler und Hochschullehrer - Kathleen Rose, Künstlername Dolores (1893/94–1975) – Showgirl, Schauspielerin - Margaret Rutherford (1892–1972) – Schauspielerin - Dan Smith (* 1986) – Sänger, Frontmann Bastille - Oliver Swann (1878–1948) – Offizier, Generalmajor - Jamie T (* 1986) – Musiker - Ralph Tubbs – Architekt - Charles Watson-Wentworth, 2. Marquess of Rockingham (1730–1782) – Premierminister - William Wilberforce (1759–1833) – Anführer im Kampf gegen den Sklavenhandel |